# Original Alpinkatzen
Die Original Alpinkatzen waren eine österreichische Musikgruppe der Neuen Volksmusik von 1986 bis 1994.

## Geschichte
Die Gruppe wurde 1986 von Hubert von Goisern und Wolfgang Staribacher gegründet. 1991 nahmen die Alpinkatzen an einer Tournee des Alpenmusicals Der Watzmann ruft mit Wolfgang Ambros, Joesi Prokopetz und Manfred Tauchen teil.
Ab 1992 spielte die Band mit einigen neuen Musikern, da Wolfgang Staribacher sich trennte. Sabine Kapfinger war im Alter von 17 Jahren nur auf dem Studioalbum zu hören, da sie erst ab 18 Jahren mit der Band auf der Bühne auftreten durfte. Der Durchbruch gelang 1992 mit dem Album Aufgeigen stått niederschiassen und der Single Hiatamadl und brachte der Band auch internationalen Erfolg.
1994 kam das zweite Album auf den Markt, das die Verkaufszahlen des ersten Albums übertraf und in den deutschen Charts vertreten war. Auf dem Album war eine Coverversion von Georgia on My Mind (Hoagy Carmichael, bekannt vor allem durch die Version von Ray Charles) zu finden. In der Übersetzung heißt es Goisern. Außerdem gab es überarbeitete Versionen einiger Songs aus dem Debütalbum.

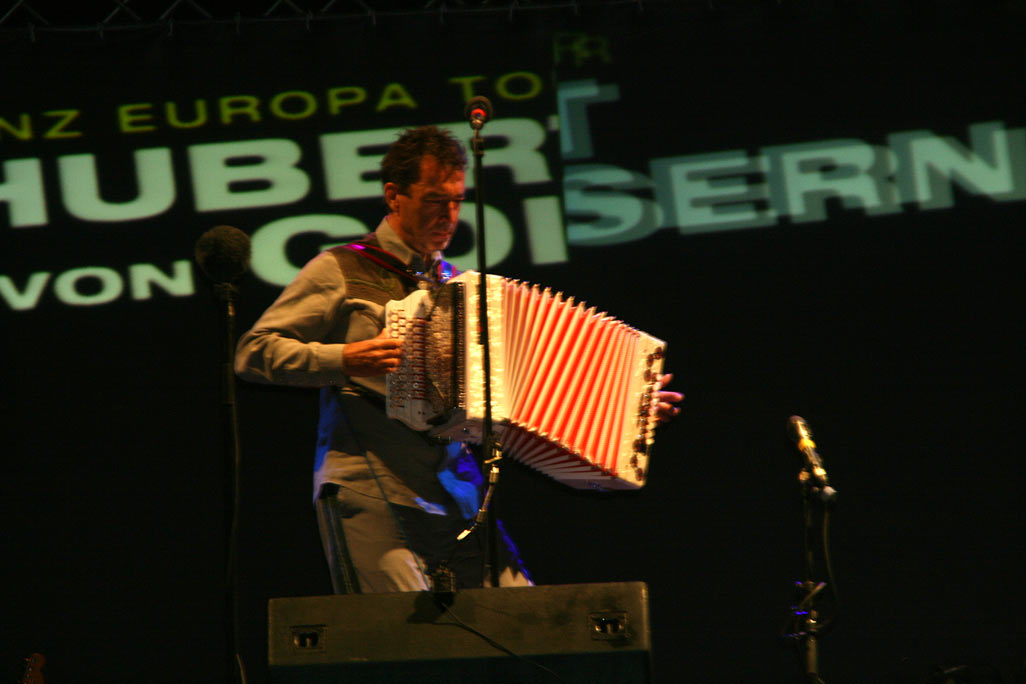
Hubert von Goisern (2007)

1994 löste sich die Band offiziell auf, ging aber danach bis 1995 auf Abschlusstournee. Hubert von Goisern, Sabine Kapfinger und Reinhard Stranzinger begannen erfolgreiche Solokarrieren. Staribacher gründete die Mozartband.

## Diskografie

### Alben
- Alpine Lawine (1989)
- Aufgeigen stått niederschiassen (1992)
- Omunduntn (1994)
- Wia die Zeit vergeht … (1995) Livealbum

### Singles
- Me No – Got No (1988)
- Kren & Speck (1989)
- Gern hab’ ich die Frauen geküsst (1989)
- Koa Hiatamadl (1992)
- Heast as nit (1992)
- Sepp bleib do (1992)
- Wildschütz Räp (1993)
- Oben und unten (1994)
- Goassbeitl – Bauernbuam (1994)
- Kren & Speck (1994)
- Weit, weit weg (Live) (1995)

### Videoalben
- Wia die Zeit vergeht … (2006)